# ITT Automotive Detroit Grand Prix 2001
ITT Automotive Detroit Grand Prix 2001 var ett race som var den sjunde deltävlingen i CART World Series säsongen 2001. Racet kördes den 17 juni på Belle Isle Park i Detroit, Michigan. Hélio Castroneves tog en stark seger från pole position, vilket åter förde honom nära mästerskapsledaren Kenny Bräcks poängantal.

## Slutresultat
| Plats | Förare               | Team                     | Grid | Kvaltid  |
| ----- | -------------------- | ------------------------ | ---- | -------- |
| 1     | Hélio Castroneves    | Marlboro Team Penske     | 1    | 1.13,499 |
| 2     | Dario Franchitti     | Team KOOL Green          | 4    | 1.14,024 |
| 3     | Roberto Moreno       | Patrick Racing           | 7    | 1.14,284 |
| 4     | Michael Andretti     | Team Motorola            | 13   | 1.14,963 |
| 5     | Christian Fittipaldi | Newman/Haas Racing       | 8    | 1.14,293 |
| 6     | Gil de Ferran        | Marlboro Team Penske     | 3    | 1.13,666 |
| 7     | Cristiano da Matta   | Newman/Haas Racing       | 17   | 1.15,074 |
| 8     | Patrick Carpentier   | Forsythe Racing          | 6    | 1.14,181 |
| 9     | Kenny Bräck          | Team Rahal               | 10   | 1.14,699 |
| 10    | Maurício Gugelmin    | PacWest Racing           | 12   | 1.14,828 |
| 11    | Max Papis            | Team Rahal               | 24   | 1.16,551 |
| 12    | Adrián Fernández     | Fernández Racing         | 15   | 1.15,004 |
| 13    | Shinji Nakano        | Fernández Racing         | 9    | 1.14,500 |
| 14    | Paul Tracy           | Team KOOL Green          | 23   | 1.15,538 |
| 15    | Bryan Herta          | Zakspeed/Forsythe Racing | 22   | 1.15,318 |
| 16    | Oriol Servià         | Sigma Autosport          | 11   | 1.14,705 |
| 17    | Nicolas Minassian    | Chip Ganassi Racing      | 14   | 1.14,964 |
| 18    | Jimmy Vasser         | Patrick Racing           | 5    | 1.14,066 |
| 19    | Bruno Junqueira      | Chip Ganassi Racing      | 2    | 1.13,581 |
| 20    | Tora Takagi          | Walker Racing            | 25   | 1.16,612 |
| 21    | Alex Tagliani        | Forsythe Racing          | 20   | 1.15,243 |
| 22    | Scott Dixon          | PacWest Racing           | 18   | 1.15,126 |
| 23    | Max Wilson           | Arciero/Brooke Racing    | 21   | 1.15,300 |
| 24    | Alex Zanardi         | Mo Nunn Racing           | 16   | 1.15,059 |
| 25    | Michel Jourdain Jr.  | Herdez Bettenhausen      | 19   | 1.15,128 |